# Hryhorij Batycz
Hryhorij Iwanowycz Batycz, ukr. Григорій Іванович Батич, ros. Григорий Иванович Батич, Grigorij Iwanowicz Baticz (ur. 8 lutego 1958 w Karagandzie, Kazachska SRR, zm. 26 listopada 2008 we Lwowie) – ukraiński piłkarz, grający na pozycji napastnika, młodzieżowy reprezentant Związku Radzieckiego.

## Kariera piłkarska

### Kariera klubowa
Wychowanek DJuSSz w Karagandzie, dokąd został wysłany jego ojciec – żołnierz UPA. Prawdziwe nazwisko – Batih, to „dzięki” omyłce śledczego NKWD, który zamiast nazwiska Batih wpisał Baticz, został Batyczem. Pierwszy trener Andrij Sadykow. Kiedy w 1972 rodzina powróciła do Lwowa, kontynuował naukę piłki nożnej u trenera Jarosława Kanycza. Rozpoczął karierę piłkarską w rezerwowej drużynie Karpat Lwów wiosną 1975. Dopiero w końcu 1977 debiutował w podstawowej jedenastce Karpat Lwów. Kiedy w 1982 odbyła się fuzja Karpat z klubem SKA Lwów podał się do Nistru Kiszyniów. Razem z innymi byłymi karpatowcami Jurijem Dubrownym, Ihorem Mosorą, Wasylem Szczerbejem i Wiktorem Kopyłem pomógł klubowi zdobyć awans do Wyższej Ligi ZSRR. W 1984 powrócił do SKA Karpat Lwów, w którym występował do 1985. Potem jeszcze występował w drużynach Bukowyna Czerniowce, Zakarpattia Użhorod oraz Awanhard Żydaczów. Kiedy w 1989 został odrodzony klub Karpaty Lwów powrócił do niego. W 1990 występował w klubie Zaria Bielce, w którym zakończył karierę piłkarską.

### Kariera reprezentacyjna
W 1977 zdobył Mistrzostwo Świata z radziecką reprezentacją U-20 w Tunezji, jednak przez operację wyrostka (opłaconej w USA przez Związek Piłki Nożnej ZSRR) nie zagrał w półfinale i finale. Potem przez naruszenie dyscypliny (próba nielegalnej sprzedaży alkoholu w Finlandii) nie pojechał w 1980 na Młodzieżowe Mistrzostwo Europy.

## Sukcesy i odznaczenia

### Sukcesy klubowe
- mistrz Pierwszej Ligi ZSRR: 1979

### Sukcesy reprezentacyjne
- mistrz Świata U-20: 1977

### Odznaczenia
- tytuł Mistrza Sportu ZSRR: 1977.